# Сорокина, Ирина Олеговна
Ирина Олеговна Сорокина (до 2019 — Задыхина; род. 17 февраля 1995, Екатеринбург) — российская волейболистка, связующая.

## Биография
Начала заниматься волейболом в СДЮШОР «Уралочка» города Екатеринбурга. С 2011  года на протяжении 6 сезонов выступала за фарм-команду ВК «Уралочка» в Молодёжной лиге. В 2017—2018 играла за нижегородскую «Спарту», после чего вернулась в «Уралочку», в составе которой стала бронзовым призёром чемпионата России. Сезон 2019—2020 провела в «Приморочке» (Владивосток), а в 2020 вновь вернулась в Екатеринбург и в 2020—2021 выступала за «Уралочку»-2-УрГЭУ в высшей лиге «А». В 2021 заключила контракт с челябинским «Динамо-Метаром». В 2025 вернулась в «Уралочку-НТМК».
В составе «Уралочки-НТМК»-2 четырежды выигрывала чемпионат Молодёжной лиги.

### Клубная карьера
- 2011—2017 —  «Уралочка-НТМК»-2 (Свердловская область) — молодёжная лига;
- 2017—2018 —  «Спарта» (Нижний Новгород) — высшая лига «А»;
- 2018—2019 —  «Уралочка-НТМК» (Свердловская область) — суперлига;
- 2019—2020 —  «Приморочка» (Владивосток) — высшая лига «А»;
- 2020—2021 —  «Уралочка»-2-УрГЭУ (Свердловская область) — высшая лига «А»;
- 2021—2025 —  «Динамо-Метар» (Челябинск) — суперлига;
- с 2025 —  «Уралочка-НТМК» (Свердловская область) — суперлига.

## Достижения
- бронзовый призёр чемпионата России 2019.
- бронзовый призёр розыгрыша Кубка России 2022.
- 4-кратный победитель Молодёжной лиги чемпионата России — 2012, 2013, 2014, 2016;
  - серебряный призёр Молодёжной лиги 2015.
- двукратный победитель розыгрышей Кубка Молодёжной лиги — 2015, 2016.
- серебряный призёр чемпионата России среди команд высшей лиги «А» 2021.